# Tony Dobson
Tony Dobson, diminutivo di Anthony Dobson (Coventry, 5 febbraio 1969) è un ex calciatore inglese, di ruolo difensore.

## Caratteristiche tecniche
Era un terzino sinistro.

## Carriera

### Giocatore
Dopo aver giocato nelle giovanili del Coventry City, club della sua città natale, con cui vince anche la FA Youth Cup nella stagione 1986-1987, esordisce tra i professionisti proprio con gli Sky Blues nel 1986, all'età di 17 anni; rimane in prima squadra fino al 1991, per un totale di 54 presenze ed un gol nella prima divisione inglese, partecipando anche alla vittoria della FA Cup 1987-1988. Successivamente dal 1991 al 1993 gioca con il Blackburn, con cui nella stagione 1991-1992 conquista una promozione dalla seconda alla prima divisione, categoria in cui poi i Rovers da neopromossi l'anno seguente si piazzano al quarto posto in classifica. Dopo 41 presenze ed un gol, nel settembre del 1993 viene ceduto al Portsmouth, club con cui rimane fino al 1997 segnando 2 reti in 53 presenze in seconda divisione, intervallate da due periodi in prestito ad Oxford Utd (5 presenze in seconda divisione) e Peterborough Utd (4 presenze in terza divisione). Successivamente, dopo una stagione con un gol in 11 presenze in seconda divisione al West Bromwich, gioca ancora a livello professionistico per due stagioni con Gillingham e Northampton Town (in quarta divisione) per poi ritirarsi nel 2001, dopo un'ultima stagione trascorsa giocando con i semiprofessionisti dei Forest Green.
In carriera ha totalizzato complessivamente 172 presenze e 6 reti nei campionati della Football League.

### Allenatore
Dal 2001 al 2005 ha allenato i semiprofessionisti del Rugby Town, che ha poi guidato nuovamente dal 2006 al 2008 dopo una parentesi di un anno alla guida del Solihull Borough nella stagione 2005-2006.

## Palmarès

### Giocatore

#### Competizioni nazionali
- Coppa d'Inghilterra: 1

Coventry City: 1987-1988

#### Competizioni giovanili
- FA Youth Cup: 1

Coventry City: 1986-1987